# Joe Hendry
Joe Hendry (Edimburgo, 1 de maio de 1988) é um lutador de luta livre profissional e músico escocês. Ele trabalha atualmente para a Total Nonstop Action Wrestling (TNA), além de fazer aparições para a promoção parceira WWE, em sua marca NXT. Na TNA, foi uma vez campeão mundial da TNA e uma vez campeão de mídia digital da TNA, detendo o recorde de reinado mais longo desse título.
Além de várias outras promoções independentes, Hendry é conhecido por suas aparições na promoção de seu país natal, a Insane Championship Wrestling (ICW), de 2013 a 2019, onde foi campeão de duplas da ICW e na Inglaterra, com a New Generation Wrestling de 2015 a 2018 e a Defiant Wrestling (anteriormente What Culture Pro Wrestling) de 2016 a 2018. Ele também atuou na Ring of Honor primeiro em 2016 e depois de 2018 a 2022 e na World of Sport Wrestling, de 2018 a 2019. Ele apareceu pela primeira vez na Impact Wrestling (renomeado TNA em 2024) em 2018, retornando à empresa em setembro de 2022. Hendry fez algumas breves aparições sem lutar pela WWE em 2014, antes de retornar em 2024 no NXT por meio de uma parceria de trabalho entre a TNA e a WWE.
Um lutador amador condecorado, Hendry ganhou o British Senior National Championship na luta livre e na luta greco-romana. Hendry representou a Grã-Bretanha internacionalmente na luta livre no Commonwealth Wrestling Championship em 2017 e, posteriormente, ganhou uma posição na equipe de luta livre da Escócia nos Jogos da Commonwealth de 2018.

## Carreira na luta profissional

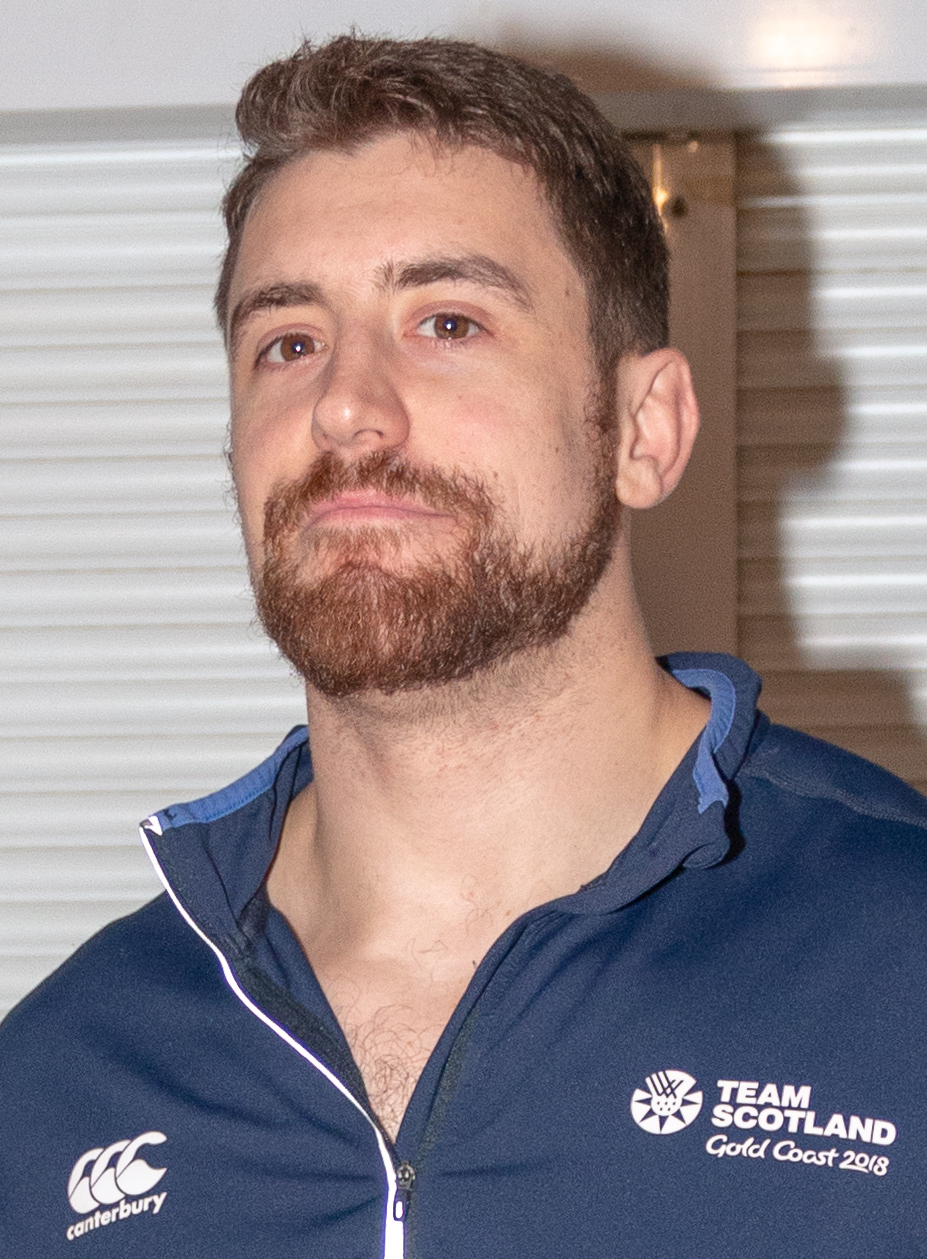
Joe Hendry em um show da PWA em 2018.

Hendry inicialmente treinou para se tornar um lutador profissional com Damian Mackle, Mikey Whiplash, Robbie Brookside e Marty Jones na Source Wrestling School. Sua primeira turnê canadense foi com a SMASH Wrestling. Ele também trabalhou para a Pro Wrestling Ulster.

### Insane Championship Wrestling (2013–2019)
Em 2013, Hendry começou a aparecer regularmente na Insane Championship Wrestling (ICW) e foi apresentado pela primeira vez como membro do grupo de James R. Kennedy, a Kennedy Administration. Ele entrou em rivalidade com Big Damo, antes de rivalizar com Kenny Williams, também membro da Kennedy Administration. Williams venceu o ICW Zero-G Championship durante esse período, e Hendry o enfrentou várias vezes pelo título, mas não conseguiu vencê-lo. Em 6 de abril de 2015, Hendry desafiou sem sucesso Drew Galloway pelo ICW World Heavyweight Championship no evento Pro Wrestling Ulster, no qual os títulos EVOLVE e DGUSA Open the Freedom Gate também estavam em jogo.
Hendry mais tarde formou uma dupla chamada Local Fire com Davey Boy. Juntos, eles entraram no Torneio ICW Tag Team Title (realizado para coroar novos campeões assim que a Polo Promotions deixou a empresa após ganhar os cinturões) e venceram Mike Bird e Wild Boar na final no Shug's Hoose Party 3 em 31 de julho de 2016 para ganharem o título vago. Eles perderam os títulos em 11 de setembro de 2016 para a Polo Promotions em uma luta de escadas.
Em 16 de junho de 2019, Hendry derrotou Andy Wild no ICW I Ain't Yer Pal, Dickface!. Em 27 de julho de 2019, Hendry foi forçado a deixar a ICW depois de perder para Leyton Buzzard em uma luta individual na Noite 1 do Shug's Hoose Party 6. Isso o levou a assinar com a Ring of Honor poucos dias depois.

### Discovery Wrestling (2014–presente)
Hendry fez sua estreia na Discovery Wrestling em 2014, fazendo equipe com Marty Scurll para derrotar Cryme Tyme (JTG & Shad Gaspard). Aparecendo esporadicamente, ele enfrentou nomes como Grado, The Young Bucks, Damien O'Connor e Tommy Dreamer, antes de ganhar uma oportunidade pelo Campeonato Y Division de Lewis Girvan, mas foi derrotado na disputa.
Hendry conquistou sua chance de volta à disputa pelo título com vitórias sobre Dalton Castle, Kenny Williams, Timothy Thatcher e o ex-campeão Lewis Girvan.
Em 6 de outubro de 2019, Hendry derrotou Joe Coffey para conquistar o Campeonato Y Division. Ele manteve o título por um recorde de 1.280 dias, defendendo com sucesso contra Coffey, Theo Doros, Andy Wild, BT Gunn e Gene Munny, até que Munny o derrotou em uma revanche em 8 de abril de 2023.
Em 3 de junho de 2023, Hendry retornou à Discovery Wrestling para defender com sucesso seu Campeonato de Mídia Digital do Impact contra Jack Morris.

### New Generation Wrestling (2015–2018)
Hendry fez sua estreia na New Generation Wrestling (NGW) em 2015, perdendo uma luta para Nathan Cruz antes de formar o Team Scotland com os lutadores da ICW Davey Blaze, Lionheart e Kid Fite. O Team Scotland frequentemente provocava o campeão da NGW, Nathan Cruz, e eventualmente desafiou Cruz para enfrentá-los em uma luta de quartetos, com o título de Cruz em jogo e a estipulação de que, se Cruz ou qualquer um de seus parceiros fosse derrotado, ele perderia o título. Cruz manteve seu título na luta de quartetos em novembro de 2015. Hendry, Lionheart e Kid Fite apareceram novamente para a NGW em maio de 2016, respondendo ao desafio de defesa do Campeonato de Duplas da NGW feito pela The UK's Biggest Tag Team (Stixx e Colossus Kennedy). Após Hendry usar o cinturão como arma, o trio se tornou os novos campeões de duplas. O nome oficial do time foi posteriormente confirmado como Insane Fight Club.

### WhatCulture Pro Wrestling / Defiant Wrestling (2016-2018)
Hendry começou a trabalhar para a WhatCulture Pro Wrestling (WCPW), onde nos primeiros meses iniciou uma rivalidade com Joseph Conners. Em 3 de setembro, no WCPW Stacked, Hendry participou de uma luta fatal four-way pelo Campeonato da WCPW, na qual foi traído por Conners, que acabou conquistando o título. Hendry enfrentou Conners duas vezes pelo título da WCPW, mas foi derrotado nas duas ocasiões. Após duas derrotas para o então campeão da WCPW, Drew Galloway, Hendry se virou contra o público, adotando uma postura de heel. Em 6 de março, no Exit Wounds, Hendry, Joe Coffey, Travis Banks e B. T. Gunn formaram o grupo The Prestige, que alegava que algo estava errado com a luta profissional e que eles iriam corrigir isso. Na qualificação mexicana para a WCPW Pro Wrestling World Cup, Hendry derrotou Martin Kirby por interrupção do árbitro, conquistando o Campeonato da WCPW. Em 2 de outubro de 2017, no WCPW Refuse to Lose '17, Hendry defendeu seu título contra Will Ospreay. Durante a luta, Marty Scurll usou sua maleta do 'Magnificent Seven' (que ele havia ganho mais cedo naquela noite de El Ligero, companheiro de grupo de Hendry) para transformar o combate em uma luta triple threat. Scurll então conquistou o título ao submeter Hendry com o crossface chickenwing. Após essa perda, Hendry iniciou uma rivalidade com Travis Banks, o que levou à saída de Joe Coffey e B. T. Gunn do The Prestige.

### Ring of Honor (2016)
Em 2016, Hendry fez algumas aparições pela promoção americana Ring of Honor durante a turnê da promoção no Reino Unido, intitulada Reach for the Sky. Ele competiu nas duas noites da turnê, perdendo ambas as lutas contra Donovan Dijak e Jay White, respectivamente, em 18 de novembro e 19 de novembro.

### World of Sport Wrestling (2018–2019)

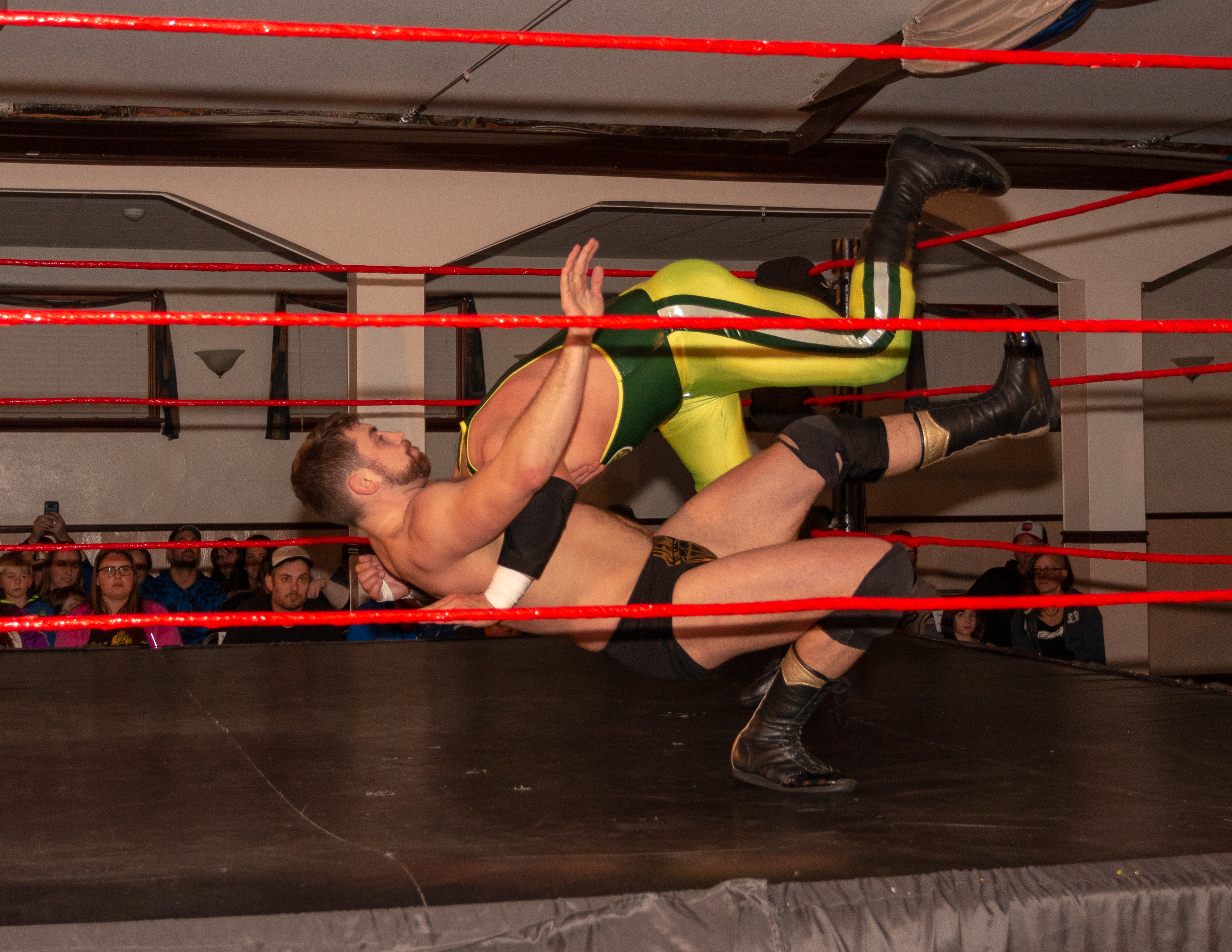
Hendry executando um DDT contra Eric Cairnie em um evento da PWA em 2018.

Entre os dias 10 e 12 de maio de 2018, Hendry participou das gravações para o reboot do World of Sport Wrestling. No episódio de 28 de julho do WOS Wrestling (gravado em 10 de maio), Hendry fez parceria com Martin Kirby na luta inaugural pelo Campeonato de Duplas do WOS contra Iestyn Rees e Kip Sabian. No entanto, durante a luta, Kirby abandonou Hendry, permitindo que ele fosse derrotado por Rees e Sabian. Os dois homens trocariam vitórias entre si: Kirby venceu Hendry no episódio de 11 de agosto (gravado em 10 de maio) em uma luta individual, enquanto Hendry venceu Kirby no episódio de 1º de setembro (gravado em 11 de maio) em uma luta de submissão.
Hendry também esteve envolvido em desafios pelo Campeonato do WOS. No episódio de 4 de agosto (gravado em 10 de maio), ele interrompeu um segmento com o então campeão, Rampage. O executivo Stu Bennett concedeu a Hendry uma oportunidade pelo título logo em seguida, mas Hendry foi derrotado por Rampage. No episódio de 18 de agosto (gravado em 11 de maio), Hendry participou de uma luta triple threat para determinar o desafiante número um, contra Justin Sysum e Nathan Cruz, e foi Sysum quem saiu vencedor dessa disputa.
De janeiro a fevereiro de 2019, Hendry fez parte da turnê do World of Sport Wrestling no Reino Unido, onde foi amplamente utilizado em lutas de duplas. Ele teve sucesso em todas as suas lutas, fazendo equipe com BT Gunn em quatro ocasiões e com Grado uma vez.

### Total Nonstop Action Wrestling (TNA) (2022-presente)
Joe Hendry teve sua primeira passagem pela TNA (então Impact Wrestling) em 2018, quando fez algumas aparições antes de deixar a empresa. Seu retorno aconteceu em setembro de 2022, marcando o início de uma ascensão constante dentro da companhia. Pouco depois, em 10 de novembro de 2022, ele conquistou seu primeiro título na TNA ao derrotar Brian Myers pelo Impact Digital Media Championship, reforçando sua presença no cenário da empresa. Com seu carisma e criatividade, Hendry rapidamente se tornou um dos nomes mais populares do elenco, sendo conhecido por suas entradas icônicas e músicas personalizadas para provocar seus adversários.
O ano de 2024 foi decisivo para sua carreira. Em 13 de janeiro, durante o evento Hard To Kill, ele interrompeu a estreia de A.J. Francis com um videoclipe satírico, iniciando uma rivalidade que culminou em uma luta no Impact! de 14 de março, onde Hendry foi derrotado após traição de Rich Swann. Apesar disso, sua popularidade disparou, impulsionada pelo sucesso de sua música I Believe In Joe Hendry, que chegou ao quarto lugar no UK Singles Downloads Chart em 3 de maio, acontecimento que chamou a atenção para o lutador de forma mundial. No Slammiversary, em 15 de julho, Hendry competiu em uma luta de eliminação pelo TNA World Championship, mas foi eliminado após uma traição de Josh Alexander. A revanche veio no Victory Road, em 8 de setembro, quando Hendry venceu Alexander e garantiu uma chance pelo título mundial no Bound for Glory, realizado em 26 de outubro. No entanto, Nic Nemeth manteve o cinturão após interferência de John Layfield.
Sem desistir, Hendry conquistou uma nova oportunidade ao vencer uma luta four-way no Final Resolution, em 15 de dezembro de 2024. Finalmente, em 19 de janeiro de 2025, no evento Genesis, Joe Hendry derrotou Nic Nemeth e se tornou TNA World Champion pela primeira vez, consolidando-se como um dos grandes nomes da empresa.

### Participações na WWE (2024–presente)
Em 2014, Hendry apareceu como um diplomata russo no episódio de 10 de novembro do Raw, ao lado de Rusev e Lana. Ele também apareceu várias vezes como um dos Rosebuds de Adam Rose. A partir de 2024, ainda como membro da TNA, começou a participar esporadicamente de eventos da WWE, fruto da parceria entre as duas companhias.
Em 18 de junho de 2024, Hendry fez sua estreia no ringue da WWE no NXT, como um dos representantes da TNA em uma luta battle royal de 25 homens para determinar o desafiante número um ao Campeonato NXT, onde, após confrontar Ethan Page, foi imediatamente atacado por todos os participantes e acabou eliminado por Frankie Kazarian. No episódio de 9 de julho do NXT, Hendry apareceu como parceiro de dupla de Trick Williams, depois que o parceiro original de Williams, Je'Von Evans, foi atacado no início daquela noite, para derrotar o campeão do NXT Ethan Page e Shawn Spears. Na semana 1 do NXT: The Great American Bash em 30 de julho, Hendry realizou seu primeiro show ao vivo na WWE. Gallus (Joe Coffey, Mark Coffey e Wolfgang), que questionou as aparições de Hendry no NXT, atacou Hendry no meio de seu show e uma luta entre Hendry e Joe Coffey foi oficializada na semana seguinte, onde Hendry saiu vitorioso. No episódio de 20 de agosto do NXT, Hendry derrotou Pete Dunne e Wes Lee em uma luta triple threat por uma luta pelo Campeonato do NXT contra Page no NXT No Mercy.
Em 1° de fevereiro, Hendry, agora Campeão Mundial dos Pesos-pesados da TNA, foi um dos participantes do Royal Rumble, a primeira de sua carreira, entrando na décima quinta posição. Joe atacou lutadores como Jacob Fatu e The Miz, aplicando seu finisher, o Standing Ovation no segundo, mas não permaneceu no ringue por muito tempo, sendo eliminado por Roman Reigns.

## Persona, recepção e legado
Hendry é músico há 10 anos (ele e sua banda estavam perto de assinar um contrato com a Sony Music), e incorporou sua carreira anterior em seu trabalho na luta profissional. Hendry escreve e executa suas próprias músicas e vídeos de entrada. Como face, Hendry era conhecido por entradas extravagantes no ringue, geralmente parodiando uma música famosa para zombar de seu oponente. Exemplos disso incluem: "In the Air Tonight" de Phil Collins, usada durante sua rivalidade com o ex-manager James R. Kennedy, a música tema de EastEnders para zombar de Sha Samuels e "Rollin'" de Limp Bizkit para zombar de Wolfgang. Na Insane Championship Wrestling, ele era conhecido como o "Local Hero" (Herói Local), referindo-se a uma seção da Kerrang! chamada de "Local Heroes" em que Hendry apareceu, para zombar de sua "falta de sucesso musical".
Após se tornar heel em março de 2017, onde Hendry era o líder do grupo da WCPW The Prestige, ele ficou conhecido como "The Prestigious One". Embora o grupo tenha se dissolvido no início de 2018, Hendry continuou a se referir pelo apelido, afirmando "sou eu com o volume aumentado" e também em uma entrevista à BBC, durante o treinamento para os Jogos da Commonwealth de 2018.
Hendry também era conhecido anteriormente como 'Stadium Joe' durante sua passagem pela ICW, uma reflexão sobre sua personalidade no ringue tendo uma tendência a exagerar a verdade e fabricar histórias.

## Vida pessoal
Hendry tem mestrado em negócios e marketing. Ele é sobrinho do político Drew Hendry, ex-deputado do SNP por Inverness, Nairn, Badenoch e Strathspey, e ex-líder do Conselho das Terras Altas.

## Títulos e prêmios

### Luta livre amadora
- British Wrestling
  - Medalha de Bronze na Luta Livre no British Senior National Championship de 2018[38]
  - Medalha de Ouro na Luta Greco-Romana no British Senior National Championship de 2018[38]
  - Medalha de Ouro no English Senior Championship Freestyle de 2018[39]
  - Medalha de Ouro no British Senior Championship Freestyle de 2017[40]
  - Medalha de Prata no British Closed Senior Championship Freestyle de 2017[41]
  - Medalha de Ouro no Tryst Open Senior Freestyle de 2017[42]
  - Medalha de Prata no Scottish Open Senior Freestyle de 2015[43]
  - Medalha de Bronze no Tryst Open Senior Freestyle de 2015[44]

### Luta profissional
- Community Pro Wrestling

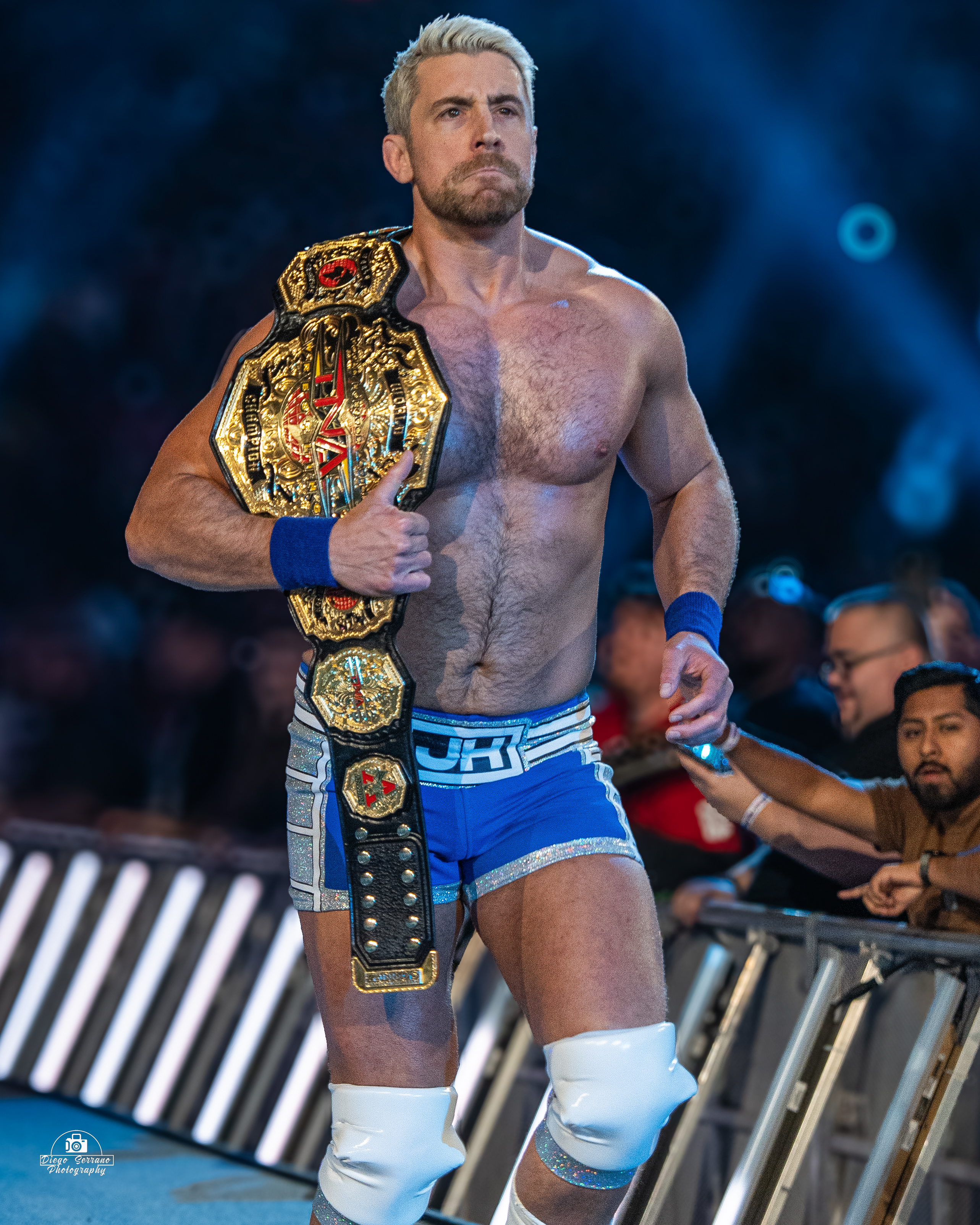
Hendry como campeão mundial da TNA no Royal Rumble, em fevereiro de 2025.

  - CPW Heavyweight Championship (1 vez)[45]
- British Wrestling Revolution
  - BWR Heavyweight Championship (1 vez)[46]
- DDT Pro-Wrestling
  - Ironman Heavymetalweight Championship (1 vez)
- Discovery Wrestling
  - Y Division Championship (1 vez)[47]
- Fight Forever Wrestling
  - Fight Forever Men's World Championship (1 vez)
- Impact Wrestling/Total Nonstop Action Wrestling
  - Campeonato de Mídia Digital do Impact (1 vez)[48]
  - Campeonato Mundial da TNA (1 vez)
  - Glasgow Cup (2023)
- Insane Championship Wrestling
  - ICW Tag Team Championship (1 vez) – com Davey Boy[6]
  - Torneio ICW Tag Team Title (2016) – com Davey Boy[49]
- New Generation Wrestling
  - NGW Tag Team Championship (1 vez) – com Kid Fite e Lionheart[50]
- Pride Wrestling
  - N7 Championship (1 vez)[51]
- Pro Wrestling Elite
  - PWE Heavyweight Championship (1 vez)[52][53]
- Pro Wrestling Illustrated
  - PWI o colocou na #84ª posição dos 500 melhores lutadores individuais no PWI 500 em 2023[54]
- Pro Wrestling Ulster
  - PWU All-Ulster Championship (2 vezes)[55]
- Reckless Intent Wrestling
  - Reckless Intent World Championship (1 vez)[56]
  - Reckless Intent UK Championship (1 vez)
- Respect Pro Wrestling
  - Respect Pro Wrestling Championship (1 vez)[57]
- Ring of Honor
  - ROH Year-End Award (1 vez)
    - Melhor Entrada (2020)[58]
- Scottish Wrestling Alliance
  - SWA Laird of the Ring Championship (1 vez)[59]
- Scottish Wrestling Entertainment
  - SWE Heavyweight Championship (1 vez)[60]
- Scottish Wrestling Network
  - SWN Award (2 vezes)
    - Prêmio de Reconhecimento Extraordinário pela Versatilidade no Esporte (2018)[61][62]
    - Lutador do Ano (2018)[63]
- What Culture Pro Wrestling / Defiant Wrestling
  - WCPW Championship (1 vez)[64]
  - Defiant Internet Championship (1 vez)
  - Kurt Angle Invitational Rumble (2016)